# Statue de Johannes Gutenberg
Une statue de Johannes Gutenberg datant de 1840, réalisée par l'artiste David d'Angers est installée sur la place Gutenberg à Strasbourg. Quatre siècles après la naissance de l’imprimerie grâce à l’invention de Gutenberg, qui a vécu à Strasbourg de 1439 à 1444, cette statue de l’imprimeur allemand fut inaugurée avec faste. Réalisée gratuitement par le sculpteur romantique français, elle avait été demandée par les imprimeurs strasbourgeois. Ceux-ci revendiquent que c’est à Strasbourg que Gutenberg a mis au point le système de composition en caractères mobiles, même si c’est de retour dans sa ville natale, Mayence, qu’il imprimera de 1452 à 1455 la fameuse Bible à 42 lignes : 180 exemplaires, dont 48 existent encore aujourd’hui.
Le célèbre inventeur est représenté tenant un parchemin avec l'inscription "et la lumière fut."
La statue, en bronze, mesure 3,31 mètres de haut.